# Grand Prix Meksyku 1965
Grand Prix Meksyku 1965 (oryg. Gran Premio de Mexico) – ostatnia runda Mistrzostw Świata Formuły 1 w sezonie 1965, która odbyła się 24 października 1965, po raz 3. na torze Autódromo Hermanos Rodríguez.
4. Grand Prix Meksyku, 3. zaliczane do Mistrzostw Świata Formuły 1.

## Wyścig
| Poz | Nr                                                     | Kierowca            | konstruktor    | Okrążenie | Czas/Powód n.u              | Poz. start. | Punkty |
| --- | ------------------------------------------------------ | ------------------- | -------------- | --------- | --------------------------- | ----------- | ------ |
| 1   | 11                                                     | Richie Ginther      | Honda          | 65        | 2:08:32.10                  | 3           | 9      |
| 2   | 8                                                      | Dan Gurney          | Brabham-Climax | 65        | +0:02,89                    | 2           | 6      |
| 3   | 6                                                      | Mike Spence         | Lotus-Climax   | 65        | +1:00,15                    | 6           | 4      |
| 4   | 16                                                     | Jo Siffert          | Brabham-BRM    | 65        | +1:54,42                    | 11          | 3      |
| 5   | 12                                                     | Ronnie Bucknum      | Honda          | 64        | +1 okr.                     | 10          | 2      |
| 6   | 21                                                     | Richard Attwood     | Lotus-BRM      | 64        | +1 okr.                     | 17          | 1      |
| 7   | 14                                                     | Pedro Rodríguez     | Ferrari        | 62        | +3 okr.                     | 14          |        |
| 8   | 2                                                      | Lorenzo Bandini     | Ferrari        | 62        | +3 okr.                     | 7           |        |
|     | Niesklasyfikowani                                      |                     |                |           |                             |             |        |
| NU  | 3                                                      | Graham Hill         | BRM            | 56        | silnik                      | 5           |        |
| NU  | 18                                                     | Moisés Solana       | Lotus-Climax   | 55        | zapłon                      | 9           |        |
| NU  | 15                                                     | Jo Bonnier          | Brabham-Climax | 43        | zawieszenie                 | 12          |        |
| NU  | 10                                                     | Jochen Rindt        | Cooper-Climax  | 39        | zapłon                      | 16          |        |
| NU  | 7                                                      | Jack Brabham        | Brabham-Climax | 38        | wyciek oleju                | 14          |        |
| NU  | 4                                                      | Jackie Stewart      | BRM            | 35        | sprzęgło                    | 8           |        |
| NU  | 22                                                     | Bob Bondurant       | Lotus-BRM      | 29        | zawieszenie                 | 18          |        |
| NU  | 9                                                      | Bruce McLaren       | Cooper-Climax  | 25        | skrzynia biegów             | 15          |        |
| NU  | 5                                                      | Jim Clark           | Lotus-Climax   | 8         | silnik                      | 1           |        |
|     | Nie wystartowali / nie dopuszczeni do ponownego startu |                     |                |           |                             |             |        |
| NS  | 22                                                     | Innes Ireland       | Lotus-BRM      | 0         | usunięty z zespołu          |             |        |
| NS  | 24                                                     | Ludovico Scarfiotti | Ferrari        | 0         | bolid poprowadził Rodriguez |             |        |